# Chrysopa perla

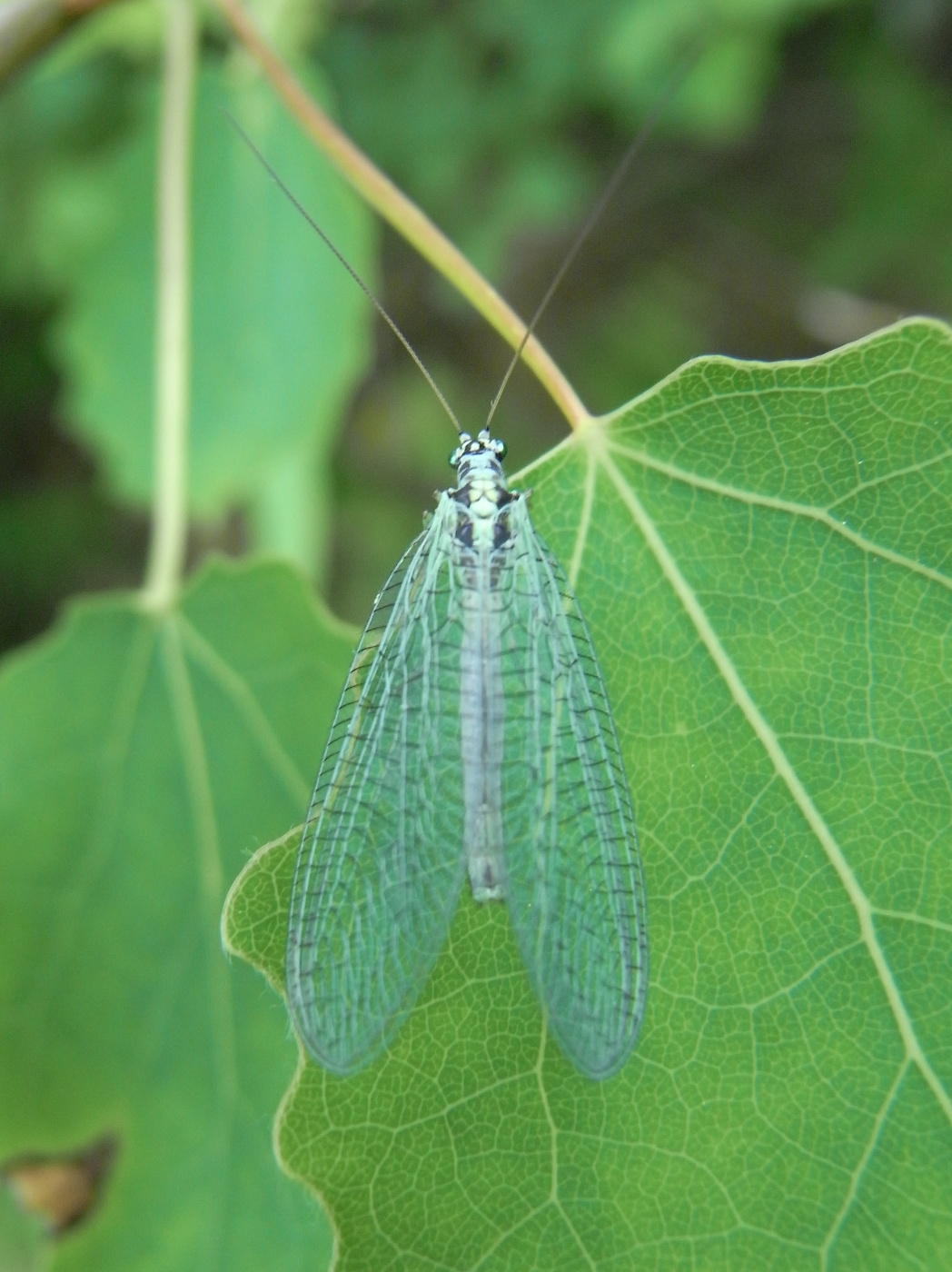
Dorsale Ansicht eines Exemplars

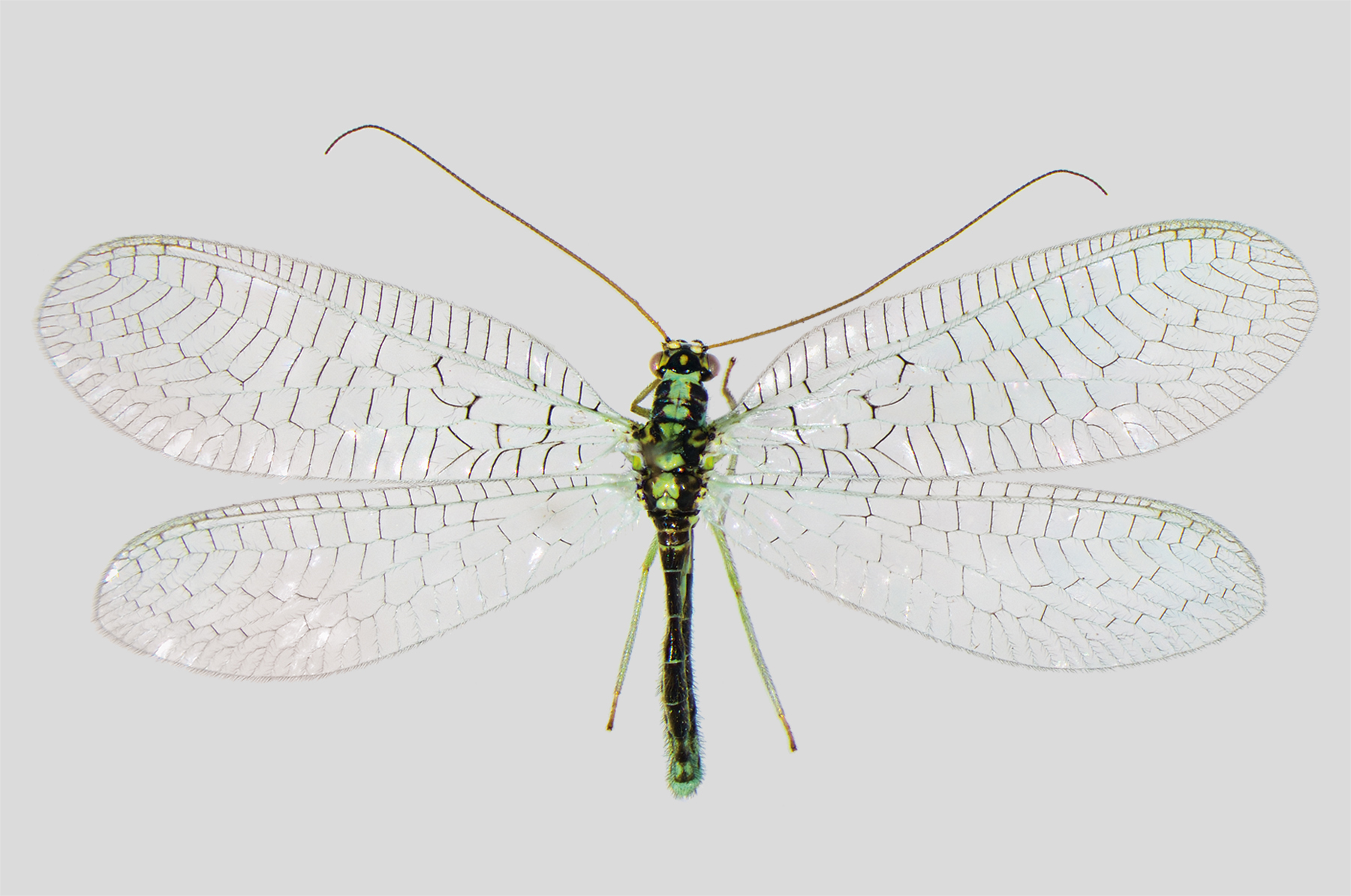
Eine präparierte Chrysopa perla

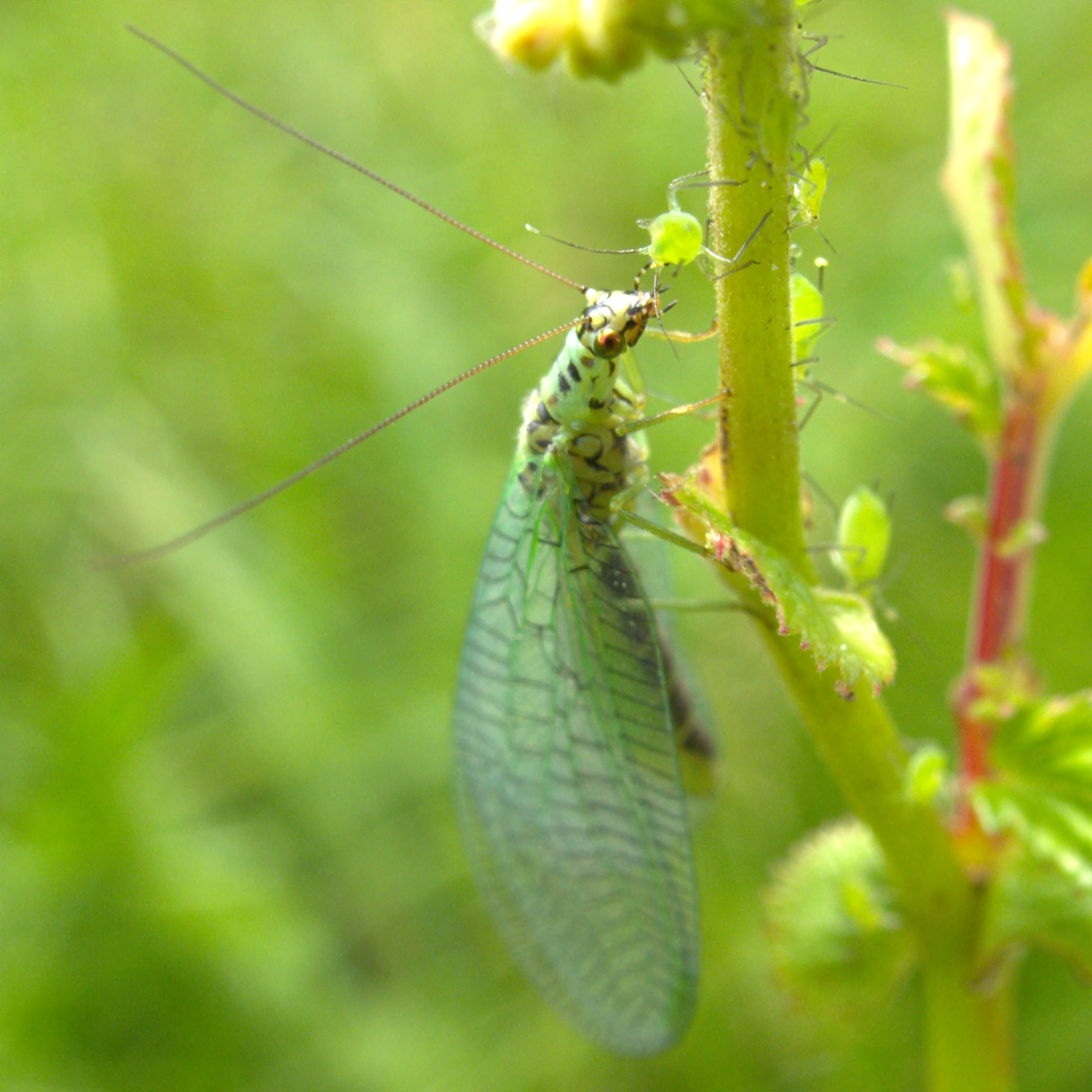
Beim Fressen von Blattläusen

Chrysopa perla ist eine Art der Florfliegen und paläarktisch verbreitet. Sie ist neben der Gemeinen Florfliege eine der bekanntesten heimischen Florfliegenarten. Sie wird manchmal auch als Goldauge, Grünes Perlenauge oder Perlige Florfliege bezeichnet, hat aber keinen gängigen Trivialnamen.

## Merkmale
Die Körperlänge beträgt etwa 10 bis 12 mm, die Flügelspannweite 25 bis 30 mm. Die Grundfarbe des Körpers ist blaugrün, die Körperoberfläche fein schillernd. Der Kopf weist eine schwarze Ringfärbung auf mit einem rundlichen blassen Fleck, die Augen sind gelb gefärbt. Auch der Thorax und das Abdomen weisen schwarze Flecken auf. Die Flügel sind bläulich, grünlich oder blassgelb und wirken wie mit einem Flor überhaucht. Sie sind von schwarzen Venen durchzogen. In Ruhestellung werden sie dachförmig über dem Körper getragen. Das zweite Antennensegment ist schwarz. An der Vorderbrust besitzen die Tiere eine Art Stinkdrüse, weshalb sie im Volksmund gelegentlich auch Stinkfliegen genannt werden. An der Basis der Vorderflügel befindet sich ein Tympanalorgan, mit dem Ultraschalltöne wahrgenommen werden können. Dies dient als Schutzfunktion vor Fledermäusen, die nachts Jagd auf Insekten machen. Es gibt eine Reihe ähnlicher Florfliegen-Arten, beispielsweise Chrysopa dorsalis. Von der sehr häufigen Gemeinen Florfliege (Chrysoperla carnea) lässt sie sich durch die Färbung gut unterscheiden, da diese Art hellgrün gefärbt ist.
Die Larven sind kleine, stark behaarte und beborstete Tiere mit sehr kräftigen Mundwerkzeugen, mit denen sie Beute festhalten. Sie sind bräunlich gefärbt mit einer grünlichen Musterung.

## Verbreitung und Lebensraum
Chrysopa perla ist paläarktisch verbreitet und vor allem aus Europa bekannt. Nachweise der Art finden sich aus nahezu ganz Europa mit Ausnahme von Island, den nördlichsten Gebieten Skandinaviens (wo die Art teilweise noch nördlich des Nördlichen Polarkreises lebt), Irland und Teilen Südeuropas. Vor allem in Mittel- und Nordeuropa ist sie sehr weit verbreitet. Nach Osten hin ist die Art bis in den Kaukasus und Russland bekannt, wo sie auch außerhalb Europas vorkommt. Nach Osten hin gibt es dabei Vorkommen bis an den Baikalsee und in die Mongolei, auch Teile Kasachstans werden besiedelt. Darüber hinaus ist es gut möglich, dass die Art in Asien weiter verbreitet ist als bisher bekannt und bis an den Pazifischen Ozean verbreitet ist.
Die Art findet sich häufig in Laubwäldern, aber auch in Grasländern, Gärten, Hecken, Parks und Siedlungen. An warmen Sommerabenden fliegen die Tiere häufig in großer Anzahl um Lichtquellen herum. Die Art bevorzugt kühlere und schattigere Habitate und kommt dabei häufig in feuchten Wäldern vor.

## Lebensweise
Die Art ist dämmerungs- und nachtaktiv. Tagsüber sitzen sie ruhig auf der Oberseite grüner Blätter, wo sie durch die Färbung gut getarnt sind. Imagines der Art findet man von Mai bis August. Milde Winter und warme, regenreiche Sommer begünstigen Massenentwicklungen der Tiere. Adulte Exemplare und Larven ernähren sich von kleinen Insekten und Milben, die Larven fressen bevorzugt Blattläuse. Ausgewachsene Florfliegen nehmen zusätzlich Pollen zu sich.
Florfliegen gehören neben Marienkäfern und einigen Schwebfliegen zu den eifrigsten heimischen Blattlausjägern. Zum Abtöten der Blattläuse injizieren sie diesen Verdauungsenzyme, die die Beutetiere innerhalb von Minuten auflösen. Die somit extraintestinal verdauten Beutetiere können dann aufgesaugt werden. Durch dieses Ernährungsverhalten zählen sie zu Nützlingen in der biologischen Schädlingsbekämpfung. Bei Nahrungsknappheit können auch größere Insekten gejagt werden. Larven werden auch als Blattlauslöwen bezeichnet. Adulte Tiere fressen neben kleinen Gliederfüßern seltener auch Nektar und Pollen von Blütenpflanzen, bevorzugt Doldenblütlern.
Mit den Duftstoffen ihrer Stinkdrüse können die Tiere Feinde abwehren. Nehmen sie Ultraschall wahr, der durch jagende Fledermäuse verursacht wird, legen sie ihre Flügel an den Körper und lassen sich zu Boden fallen, um so den Feinden zu entkommen.
Das Imago ist im Alter von etwa 2 Monaten geschlechtsreif. Die Fortpflanzung findet im April oder Mai statt.
Dabei gibt das Männchen nach einer streng ritualisierten Balzhandlung ein Samenpaket (Spermatophore) neben der weiblichen Geschlechtsöffnung ab, das vom Weibchen aufgenommen wird. Befruchtete Weibchen legen ihre bestielten Eier an einem Blatt in der Nähe von Blattlauskolonien ab. Der Stiel ist ein erstarrter Faden, der aus der Anhangsdrüse kommt. Zuerst befestigt die Florfliege auf dem Blatt durch Heben des Hinterleibs den Faden und dann darauf das Ei. Die Eier berühren sich nie. Die bald daraus schlüpfenden Larven sind etwa 10 mm groß und ähneln denen anderer Netzflügler. Zur Verpuppung spinnen sie sich zwischen Ästchen ein, sodass die Puppe im freien Raum hängt. Sie überwintern in den doppelwandigen Kokons als Präpuppe. Beim Schlupf beißen die ausgewachsenen Tiere ein Loch in den Kokon und nehmen erst danach ihre endgültige Gestalt an.

## Taxonomie
Das Basionym der Art lautet Hemerobius perla. In der Literatur finden sich zahlreiche Synonyme der Art, beispielsweise
- Aeolops perla Linnaeus 1758
- Aeolops viridis Retzius 1783
- Chrysopa cancellata Schrank 1802
- Chrysopa chrysops Linnaeus 1758
- Chrysopa divisa Navás 1910
- Chrysopa elongata Lacroix 1916
- Chrysopa fallax Navás 1914
- Chrysopa maculata Stephens 1836
- Chrysopa nigrodorsalis Pongrácz 1912
- Chrysopa nothochrysiformis Lacroix 1915
- Chrysopa reticulata Curtis 1834
- Chrysopa reticulata Leach 1815
- Cintameva notochrysodes Navás 1936
- Cintameva perla Linnaeus 1758
- Emerobius chrysops Linnaeus 1758
- Hemerobius cancellatus Schrank 1802
- Hemerobius chrysops Linnaeus 1758
- Hemerobius reticulatus Leach 1815
- Osmylus chrysops Linnaeus 1758